# Diego del Real
Diego Alan del Real Galindo (né le 6 mars 1994 à Monterrey) est un athlète mexicain, spécialiste du lancer de marteau.

## Carrière
Il porte son record, record national, à 72,66 m à Walnut le 18 avril 2015. Il le porte à 77,49 m le 23 avril 2016 à Querétaro.
En août suivant, del Real échoue au pied du podium des Jeux olympiques de Rio avec un jet à 76,05 m.
Il remporte le titre lors des Jeux d'Amérique centrale et des Caraïbes de 2018 à Barranquilla en établissant le record des Championnats en 74,95 m.
En 2021 il établit un nouveau record du Mexique en 78,68 m. Aux Jeux de Tokyo, il est éliminé en qualifications.
En 2024 il remporte les  record des championnats du Mexique avec 74,88 m, un nouveau record de la compétition, et se qualifie pour la 3e fois aux Jeux olympiques, au cours desquels il échoue en qualifications.

## Palmarès
| Date | Compétition                                      | Lieu           | Résultat | Marque  |
| ---- | ------------------------------------------------ | -------------- | -------- | ------- |
| 2013 | Championnats d'Amérique centrale et des Caraïbes | Morelia        | 2e       | 65,35 m |
| 2014 | Jeux d'Amérique centrale et des Caraïbes         | Xalapa         | 4e       | 69,84 m |
| 2015 | Championnats NACAC                               | San José       | 3e       | 70,83 m |
| 2016 | Jeux olympiques                                  | Rio de Janeiro | 4e       | 76,05 m |
| 2018 | Jeux d'Amérique centrale et des Caraïbes         | Barranquilla   | 1er      | 74,95 m |
| 2021 | Jeux olympiques                                  | Tokyo          | 15e      | 75,17 m |
| 2023 | Jeux d'Amérique centrale et des Caraïbes         | San Salvador   | 2e       | 74,57 m |
| 2024 | Jeux olympiques                                  | Paris          | 22e      | 72,10 m |

## Records
| Épreuve           | Temps   | Lieu      | Date          |
| ----------------- | ------- | --------- | ------------- |
| Lancer du marteau | 78,68 m | Monterrey | 24 avril 2021 |